# Stechlin
Stechlin ist eine Gemeinde im Nordwesten des Landkreises Oberhavel in Brandenburg. Sie gehört zum Amt Gransee und Gemeinden.

## Geographie
Die Gemeinde Stechlin liegt im Naturpark Stechlin-Ruppiner Land und grenzt im Norden an den Landkreis Mecklenburgische Seenplatte in Mecklenburg-Vorpommern. Zum Gemeindegebiet gehört der Große Stechlinsee, mit 70 m der tiefste See Brandenburgs.

## Gemeindegliederung
Die Gemeinde hat laut ihrer Hauptsatzung sieben Ortsteile:
- Dagow (Einwohner: 127)
- Dollgow (Einwohner: 169)
- Güldenhof (Einwohner: 41)
- Menz (Einwohner: 545)
- Neuglobsow (Einwohner: 261)
- Neuroofen (Einwohner: 21)
- Schulzenhof (Einwohner: 14)

Einwohnerzahl der Ortsteile: Stand 2013
Hinzu kommen folgende Wohnplätze:
| - Ausbau Blau - Fischerhaus Stechlin - Hartzwalde | - Hof Kunow - Ludwigshorst | - Sellenwalde - Waldsiedlung |

## Geschichte
Die Gemeinde Stechlin wurde am 27. September 1998 durch den Zusammenschluss der ehemaligen Gemeinden Menz, Neuglobsow und Dollgow gebildet.

## Bevölkerungsentwicklung
| Jahr | Dollgow | Menz | Neuglobsow |      | Jahr  | Stechlin |      | Jahr  | Stechlin |
| ---- | ------- | ---- | ---------- | ---- | ----- | -------- | ---- | ----- | -------- |
| 1875 | 425     | 718  | 246        | 1998 | 1 370 |          | 2021 | 1 202 |          |
| 1910 | 321     | 720  | 122        | 2000 | 1 367 |          | 2022 | 1 116 |          |
| 1939 | 364     | 643  | 259        | 2005 | 1 304 |          | 2023 | 1 112 |          |
| 1946 | 514     | 924  | 365        | 2010 | 1 239 |          | 2024 | 1 123 |          |
| 1950 | 522     | 979  | 447        | 2015 | 1 187 |          |      |       |          |
| 1971 | 361     | 781  | 392        | 2020 | 1 185 |          |      |       |          |
| 1990 | 312     | 661  | 493        |      |       |          |      |       |          |
| 1997 | 311     | 612  | 457        |      |       |          |      |       |          |

Gebietsstand des jeweiligen Jahres, Einwohnerzahl: Stand 31. Dezember (ab 1991), ab 2011 auf Basis des Zensus 2011, ab 2022 auf Basis des Zensus 2022

## Politik

### Gemeindevertretung
Die Gemeindevertretung von Stechlin besteht aus zehn Gemeindevertretern und dem ehrenamtlichen Bürgermeister. Die Kommunalwahl am 9. Juni 2024 führte bei einer Wahlbeteiligung von 73,6 % zu folgendem Ergebnis:
| Partei / Wählergruppe                                    | Stimmenanteil 2019 | Sitze 2019 |        | Stimmenanteil 2024 | Sitze 2024 |
| -------------------------------------------------------- | ------------------ | ---------- | ------ | ------------------ | ---------- |
| Wählergemeinschaft STECHLIN GEMEINSAM                    | –                  | –          | 30,3 % | 3                  |            |
| Wählergemeinschaft Heimatverein / Dollgower Bürger       | 21,3 %             | 2          | 18,5 % | 2                  |            |
| Wählergemeinschaft Heimatverein Neuglobsow / Dagow e. V. | 18,6 %             | 2          | 14,6 % | 1                  |            |
| Wählergemeinschaft Freiwillige Feuerwehr / Menzer Bürger | 19,5 %             | 2          | 13,6 % | 1                  |            |
| AfD                                                      | –                  | –          | 09,5 % | 1                  |            |
| Wählergemeinschaft Begegnungsstätte Stechlin             | 10,9 %             | 1          | 07,1 % | 1                  |            |
| Einzelbewerberin Silke Janko                             | –                  | –          | 05,4 % | 1                  |            |
| FDP                                                      | –                  | –          | 00,9 % | –                  |            |
| SPD                                                      | 14,9 %             | 1          | –      | –                  |            |
| Einzelbewerber Mario Ledderhose                          | 05,5 %             | 1          | –      | –                  |            |
| Bündnis 90/Die Grünen                                    | 04,9 %             | 1          | –      | –                  |            |
| Unabhängige Stechliner                                   | 04,5 %             | –          | –      | –                  |            |
| Insgesamt                                                | 100 %              | 10         | 100 %  | 10                 |            |

### Bürgermeister
- 1998–2003: Wolfgang Henkel[12]
- 2003–2019: Wolfgang Kielblock (WG Heimatverein / Dollgower Bürger)[13]
- 2019–2024: Roy Lepschies (WG Heimatverein / Dollgower Bürger)
- seit 2024: Mario Ledderhose (WG STECHLIN GEMEINSAM)

Lepschies wurde in der Bürgermeisterwahl am 26. Mai 2019 mit 63,5 % der gültigen Stimmen gewählt.
Ledderhose wurde am 9. Juni 2024 mit 50,9 % der gültigen Stimmen zu seinem Nachfolger gewählt. Seine Amtszeit beträgt fünf Jahre.

## Sehenswürdigkeiten und Kultur

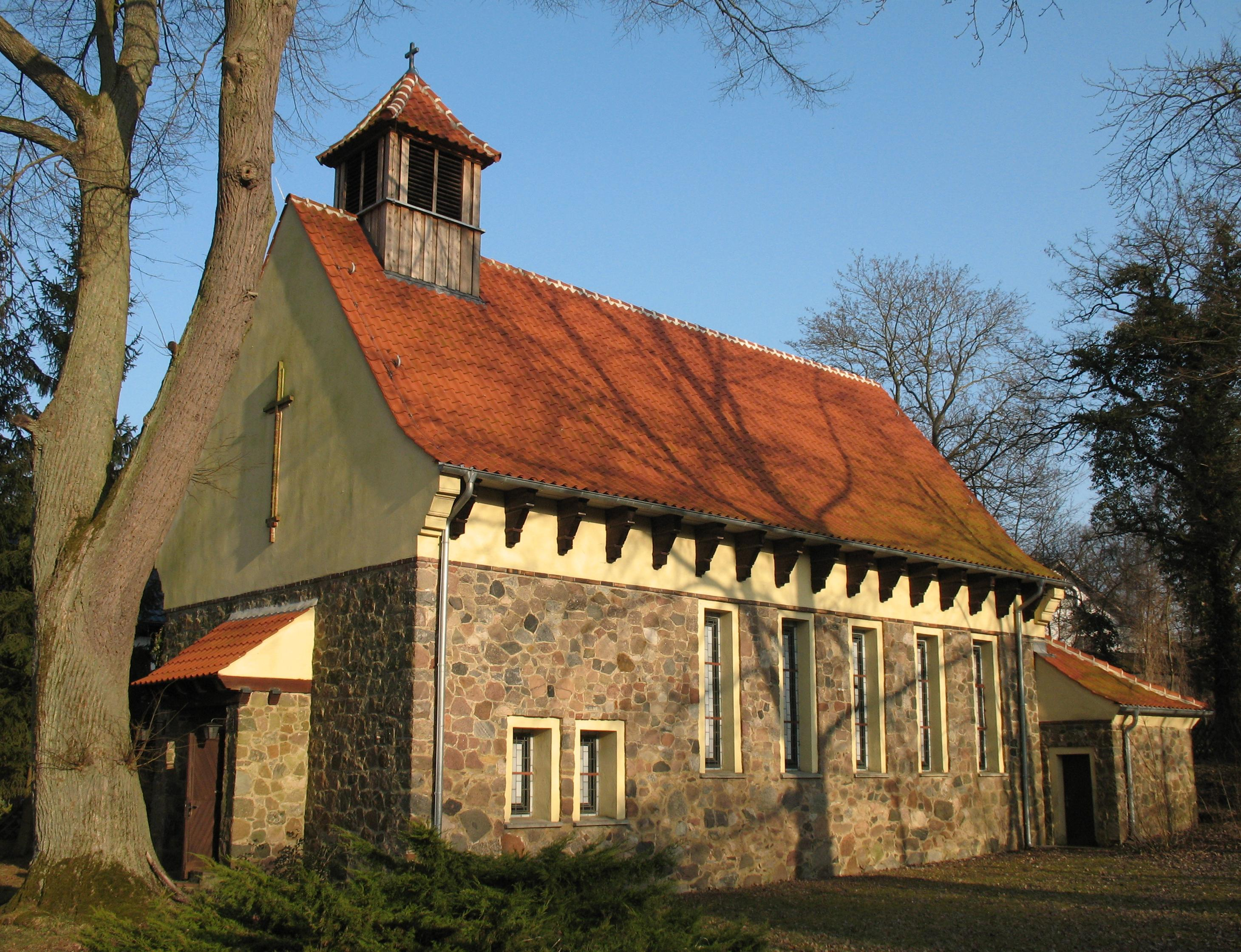
Kirche in Neuglobsow

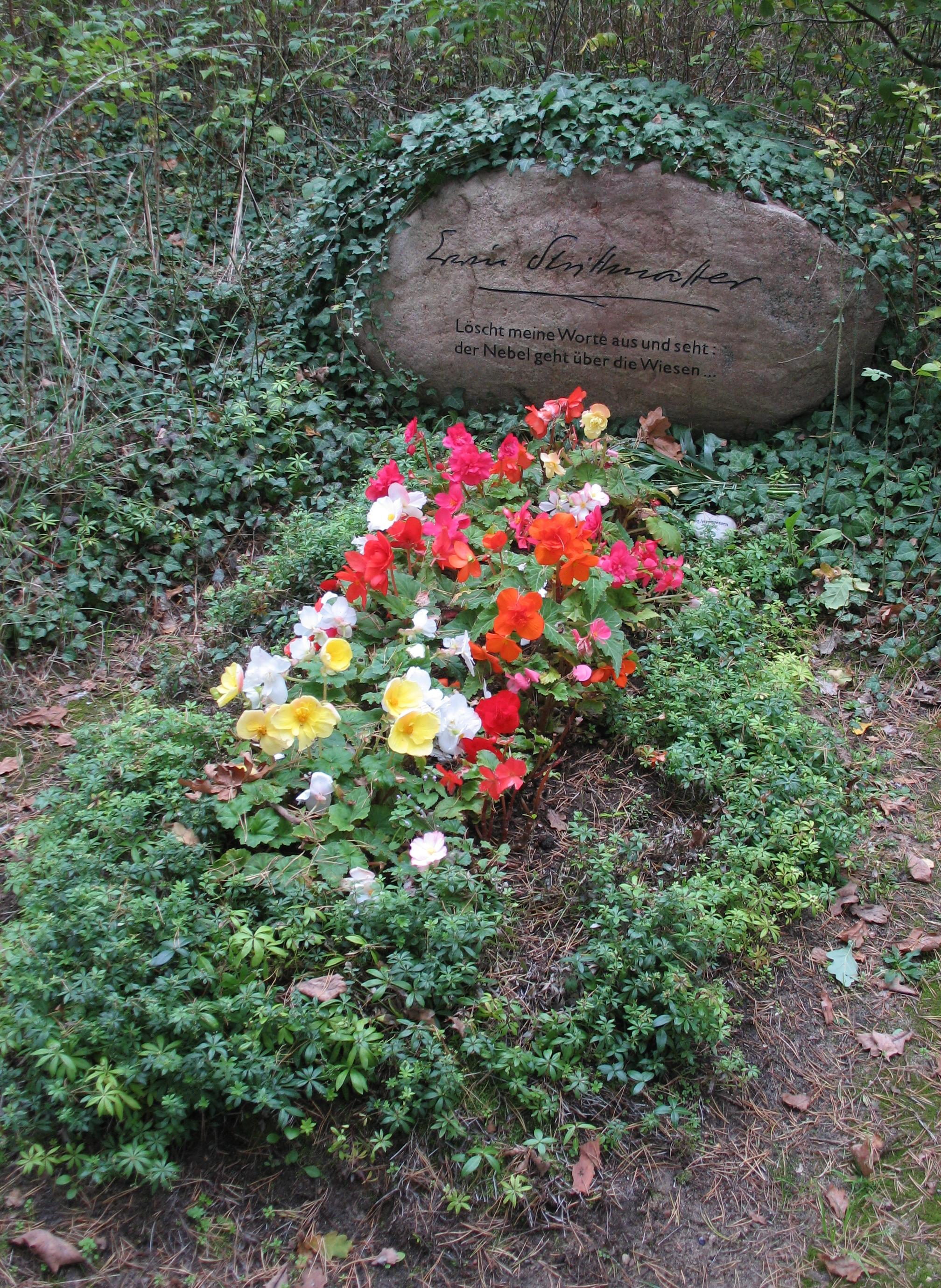
Erwin-Strittmatter-Grab in Schulzenhof

In der Liste der Baudenkmale in Stechlin stehen die in der Denkmalliste des Landes Brandenburg eingetragenen Baudenkmäler.
Es gibt folgende Museen:
- Märkisches Glasmuseum Neuglobsow
- NaturParkHaus Stechlin, Ausstellung über die Natur des Stechlinseegebietes

## Verkehr
Stechlin liegt an der Landesstraße L 15 zwischen Rheinsberg und Fürstenberg/Havel.

## Persönlichkeiten
- Theodor Fontane (1819–1898), Schriftsteller (Der Stechlin, 1897/98)
- Rolf Engel (1912–1993), Raketentechniker und Flugzeugbauer, geboren in Menz
- Erwin Strittmatter (1912–1994), Schriftsteller, lebte von 1957 bis zu seinem Tod in Schulzenhof
- Eva Strittmatter (1930–2011), Schriftstellerin, lebte in Schulzenhof
- Danh Vō (* 1975), Performance- und Konzeptkünstler mit Atelier in Güldenhof